# Jean d'Hauville
Œuvres principales
- Architrenius (vers 1184)

Jean d’Hauville, également connu sous le nom Jean de Hauteville, né vers 1150 serait originaire de Hauville-en-Rémois entre Rouen et Pont-Audemer. Il serait mort entre 1199 et 1216. Après avoir été probablement magister à l'école cathédrale de Rouen, il est devenu un poète moraliste et satirique normand d'expression latine.

## Architrenius
La seule œuvre qui soit conservée de ce poète est l’Architrenius, mais il y en eut d'autres dont l'existence est connue grâce à son disciple Gervais. L’Architrenius est un poème satirico-didactique à prétentions moralisantes écrit en latin, en 4 361 hexamètres répartis en neuf livres. Il fut inspiré par les auteurs classiques latins, empruntant parfois des vers entiers à certains de ces auteurs. Jean de Hauville dédia son poème  à Gautier de Coutances, juste après que ce dernier quitte l’évêché de Lincoln pour devenir archevêque de Rouen en 1184.
Architrenius fut populaire au Moyen Âge. Le héros, dont le nom signifie Archipleureur (« grand lamentateur »), voyage à la recherche de la Nature ; il passe par les pays de l’Amour, de la Gloutonnerie, voit la montagne de l’Ambition, rencontre le monstre terrible de la Cupidité et pleure, dans le cours de huit livres, sur les vices et les malheurs des hommes. Puis il trouve la Nature, qui lui conseille d’épouser la Modération, et il cesse de verser des larmes. Le succès de cette œuvre fit qu’elle fut souvent copiée et modifiée avant sa première impression par Josse Bade à Paris en 1517.
Rien n'est connu de la fin de la vie de Jean de Hauville. Son disciple, Gervais de Melkley (1185-12..), le mentionna au passé dans son œuvre Ars poetica rédigée vers 1210 et Jean de Hauville devait donc probablement être mort à cette date.
En 1517, Architrenius fut publié pour la première fois par les soins de l'imprimeur et libraire Josse Bade (Jodocus Badius Ascensius),  à la requête de Johannes de Vepria, bibliothécaire et prieur de Clairvaux (1480-1499).